# Morgan York
Morgan York (Burbank, 18 gennaio 1993) è un'attrice e scrittrice statunitense.

## Biografia
Morgan Elizabeth York nasce a Burbank, California. Prima di trasferirsi a New York nel 1997 con la famiglia, visse a Studio City. Figlia di genitori divorziati, ha un fratello e una sorella.
Ha recitato in Missione tata nel ruolo di Lulu Plummer e in Hannah Montana nel ruolo di Sarah, ragazza ambientalista innamorata di Jackson, fratello di Miley.
Ha continuato a recitare fino al 2010, quando poi ha scelto di ritirarsi per dedicarsi alla scrittura.

## Filmografia

### Cinema
- The Vest - cortometraggio (2003)
- Una scatenata dozzina (Cheaper by the Dozen), regia di Shawn Levy (2003)
- Missione tata (The Pacifier), regia di Adam Shankman (2005)
- Il ritorno della scatenata dozzina (Cheaper by the Dozen 2), regia di Adam Shankman (2005)

### Televisione
- Sesamo apriti - Serie TV (2001) - sé stessa
- The Practice - Professione avvocati - Serie TV, 1 episodio (2004) - Melissa Stewart
- Una mamma quasi perfetta (Life with Bonnie) - Serie TV, 1 episodio (2004) - Christine Harris
- Hannah Montana - Serie TV, 11 episodi (2006-2010) Sarah

## Doppiatrici italiane
- Claudia Mazza in Una scatenata dozzina, Il ritorno della scatenata dozzina
- Giulia Franceschetti in Missione tata